# 老庄镇 (镇平县)
老庄镇，是中华人民共和国河南省南阳市镇平县下辖的一个乡镇级行政单位。

## 行政区划
老庄镇下辖以下地区：
寺庄社区、老庄村、时沟村、李沟村、河东村、蒋庄村、小西岗村、江田村、下营村、果营村、栗盘村、曾寨村、任家沟村、余堂村、玉皇庙村、马家场村、赶丈河村、姜庄村、李家庄村、东湾村、王庄村、秋树湾村和凉水泉村。